# Naučná stezka Jeřáb

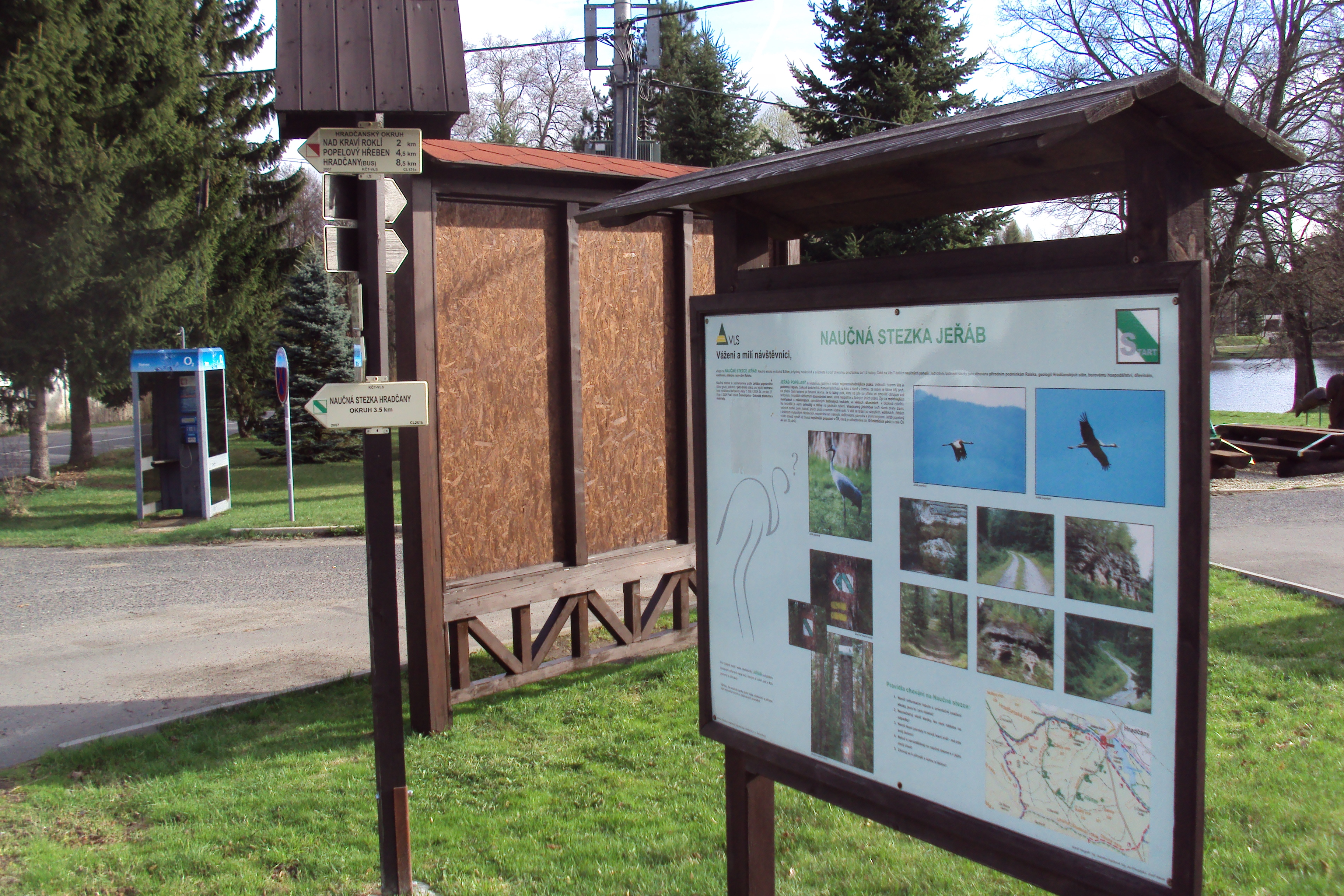
Začátek okruhu u infostřediska

Naučná stezka Jeřáb je okruh okolím obce Hradčany (část města Ralsko) na Českolipsku dlouhý 3,5 km se sedmi zastaveními. Stezka nese název podle jeřába popelavého, jednoho z ohrožených živočišných druhů, který nalezl v Ralsku útočiště. Vybudoval ji státní podnik Vojenské lesy a statky v roce 2008 a zrenovoval v roce 2025. V seznamu tras KČT má číslo 8035.

## Základní údaje
Naučnou stezku vč. informačních tabulí a úpravy stanovišť na trase zajistil státní podnik Vojenské lesy a statky ČR, jeho divize Mimoň. 

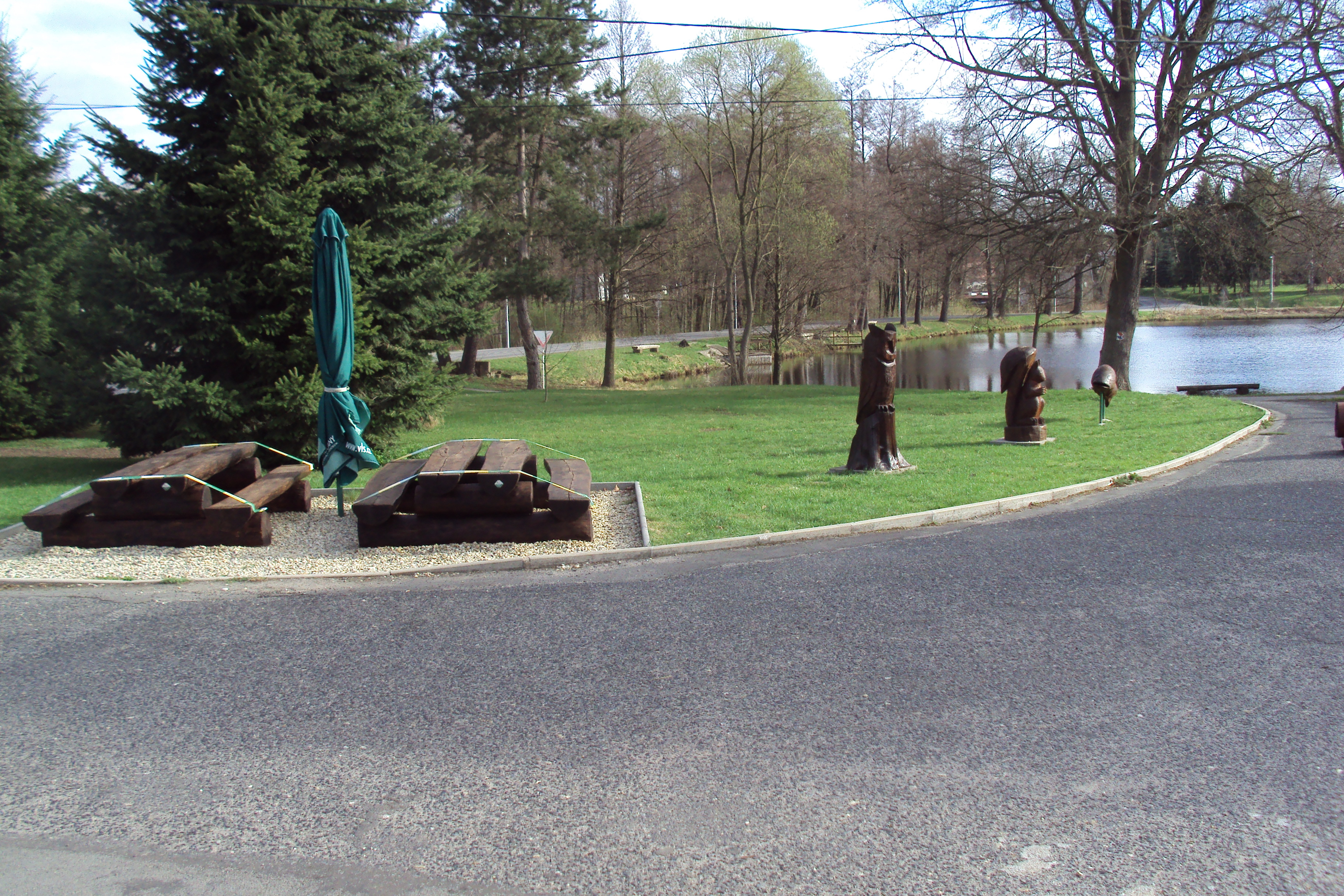
Odpočívadlo před Infostřediskem

Protože zdejší krajina je s ohledem na minulost svěřena Vojenským lesům a nikoli některé z CHKO, tento podnik inicioval ve spolupráci s Klubem českých turistů vznik řady okruhů v bývalém vojenském výcvikovém prostoru na podporu turistického ruchu. 
Okruh Jeřáb byl slavnostně otevřen v dubnu 2008, rok po zahájení činnosti Informačního centra Vojenských lesů a statků v Hradčanech.
Naučná stezka Jeřáb je vedena okrajem Hradčanských stěn a lze ji zvládnout za 1 hodinu. Protože je vedena rovinkou a nenáročným terénem, je možné ji absolvovat i s předškolními dětmi.
V roce 2025 byla provedena renovace stezky, kdy se počet zastavení snížil z osmi na sedm.

## Ochrana přírody

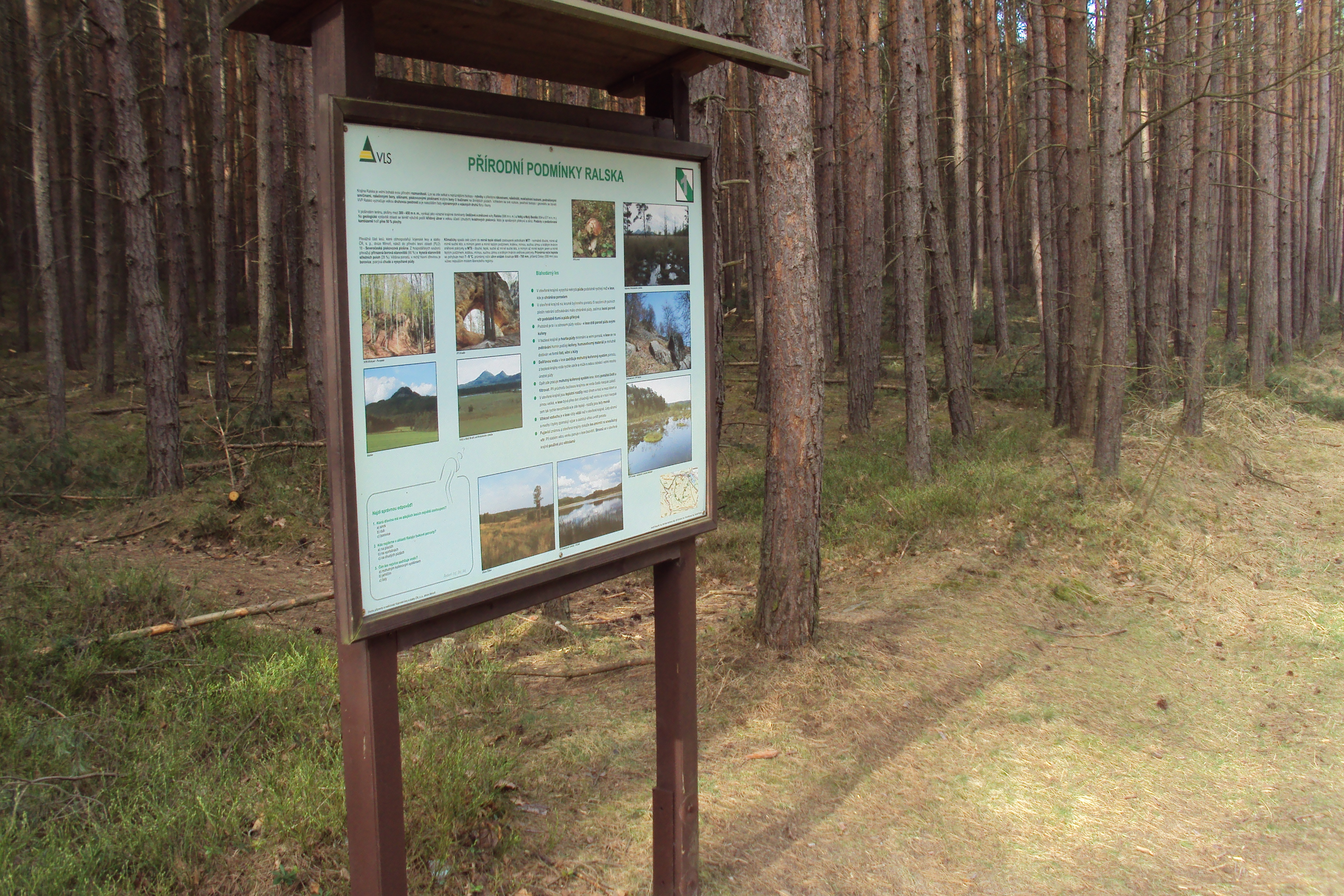
Jeden z panelů na trase

Okruh je veden od infocentra Vojenských lesů a statků u Hradčanského rybníka, který je zčásti zařazen do přírodní rezervace Hradčanské rybníky a ta je částí rozsáhlého území Ptačí oblast Českolipsko - Dokeské pískovce a mokřady.  Toto území je pod dohledem Agentury ochrany přírody a krajiny ČR a je zařazeno do evropského programu Natura 2000. 

## Zastavení na okruhu
Výchozím místem je prostranství před informačním centrem obce Hradčany u Hradčanského rybníka, kde je vstupní tabule podávající základní informaci o stezce. Ostatních sedm panelů je rozmístěno na trase a svým obsahem přibližují návštěvníkům přírodu (faunu i floru) této oblasti Ralska. Panely obsahují herní prvky pro děti. V roce 2025 byla doplněna podpora pro interaktivní mobilní aplikaci ‚S námi vám zvěř neuteče‘, která využívá virtuální realitu a umožňuje se s vybranými živočichy vyfotit.